# Bruce Welch
Pour les articles homonymes, voir Welch.
Bruce Welch, né le 2 novembre 1941 à Bognor Regis en Angleterre, est le guitariste rythmique du groupe rock britannique The Shadows.

## Parcours avec les Shadows
Pionniers du rock européen en 1958, les Shadows accumulent les hits internationaux dès le début de leur carrière, d'abord en compagnie de Cliff Richard, puis en solo.  Ils sont le groupe le plus influent du moment.  Apache notamment, bouleversera la musique pop en 1960.  Avec Wonderful Land (no 1 en 1962, le titre le plus vendu en Grande-Bretagne de toute la décennie 1960, plus qu'aucun autre single, y compris des Beatles), ils sont les premiers à mélanger des guitares électriques à un orchestre classique souvent dirigé par Norrie Paramor.  Ils seront les plus gros vendeurs de disques au monde en 1962–1963 et signent des dizaines de hits dans le monde entier, jusqu'à la fin des années 1960.  Ils demeurent encore à ce jour le groupe de loin le plus titré des charts britanniques.
Ils retrouvent le succès après une brève séparation, avec des ventes considérables et plusieurs no 1 dans les années 1970 en Grande-Bretagne (les albums 20 Golden Greats et String of Hits dépassent chacun le million de disques vendus), et de nombreux albums disque d'or et platine dans les années 1980.
Le groupe se sépare en 1990 après un dernier Top 5 puis se reforme pour un best of (nouveau Top 10 et disque d'or en Grande-Bretagne) et deux tournées triomphales en 2004 (essentiellement au Royaume-Uni) et 2005 (Europe, dont Paris au Grand Rex) dont les concerts ont été enregistrés sur un coffret double CD et sur 1 DVD The Shadows Final Tour et en 2009 enregistré au "02 Arena" à Londres, un DVD "THE FINAL REUNION" pour leur dernière tournée mondiale....

## Récompenses
Élu en 2000 « guitariste rythmique du siècle » par le magazine Guitarist (devant Keith Richards des Stones), Welch a également composé et produit plusieurs no 1 internationaux hors des Shadows pour son ex-compagne Olivia Newton-John ainsi que pour  Cliff Richard.
Il a été décoré par la reine Élisabeth II officier de l'ordre de l'Empire Britannique.